# François Clouet
François (Tours, por volta de 1510 — Paris, provavelmente em 22 de setembro de 1572) foi um pintor francês. Filho de Jean Clouet — retratista, desenhista e miniaturista flamengo —, François trabalhou com o pai em Tours até 1523 e o sucedeu como pintor da corte de Francisco I em 1541. É considerado o maior pintor e desenhista francês da segunda metade do século XVI e um dos maiores nomes da Escola de Fontainebleau. Firmou-se como retratista, pintor de nus e de obras de caráter histórico e mitológico.

## Obras
Clouet pintou vários retratos de figuras importantes da classe dominante francesa de sua época, como do Rei Francisco I (1494-1547), de seu filho Henrique II (1519-1559), de Catarina de Médici, esposa de Henrique II, e seus filhos, Francisco, Duque de Anjou (1555-1584) e Carlos IX (1550-1574). Ele também pintou Maria, Rainha da Escócia (1542-1587) e Margarida de Valois (1553-1615). Sem falar no retrato de Elizabeth da Áustria, que é considerado o melhor do pintor.
O pintor tem poucas obras assinadas, uma delas é Dame au bain (Senhora no banho, em tradução livre), mas cerca de cinquenta desenhos e pinturas são atribuídas a ele.

## Galeria

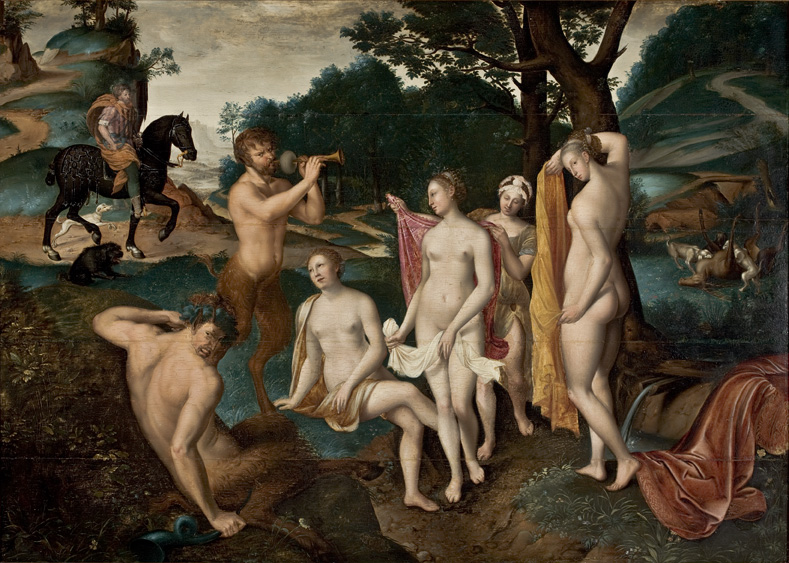
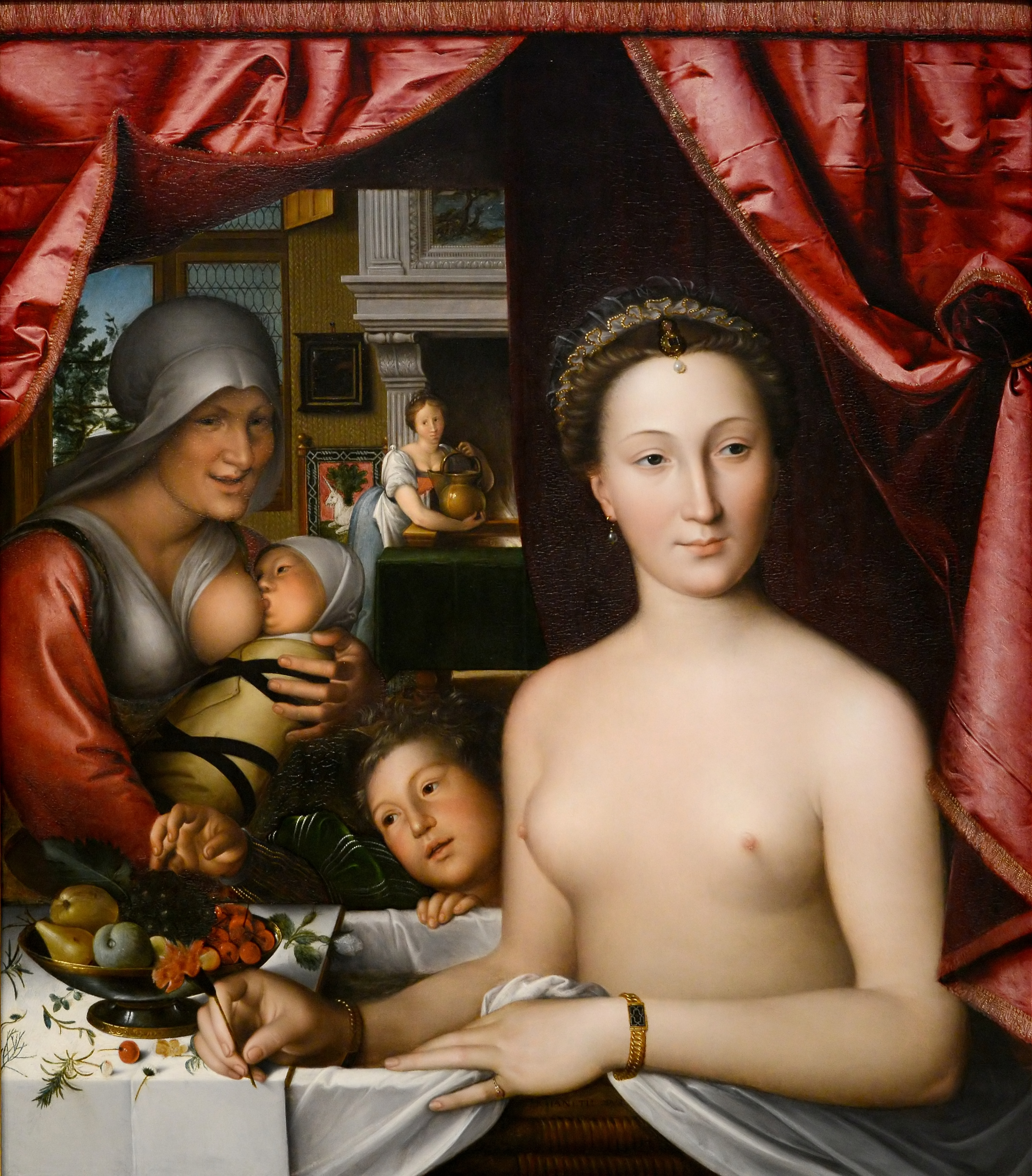
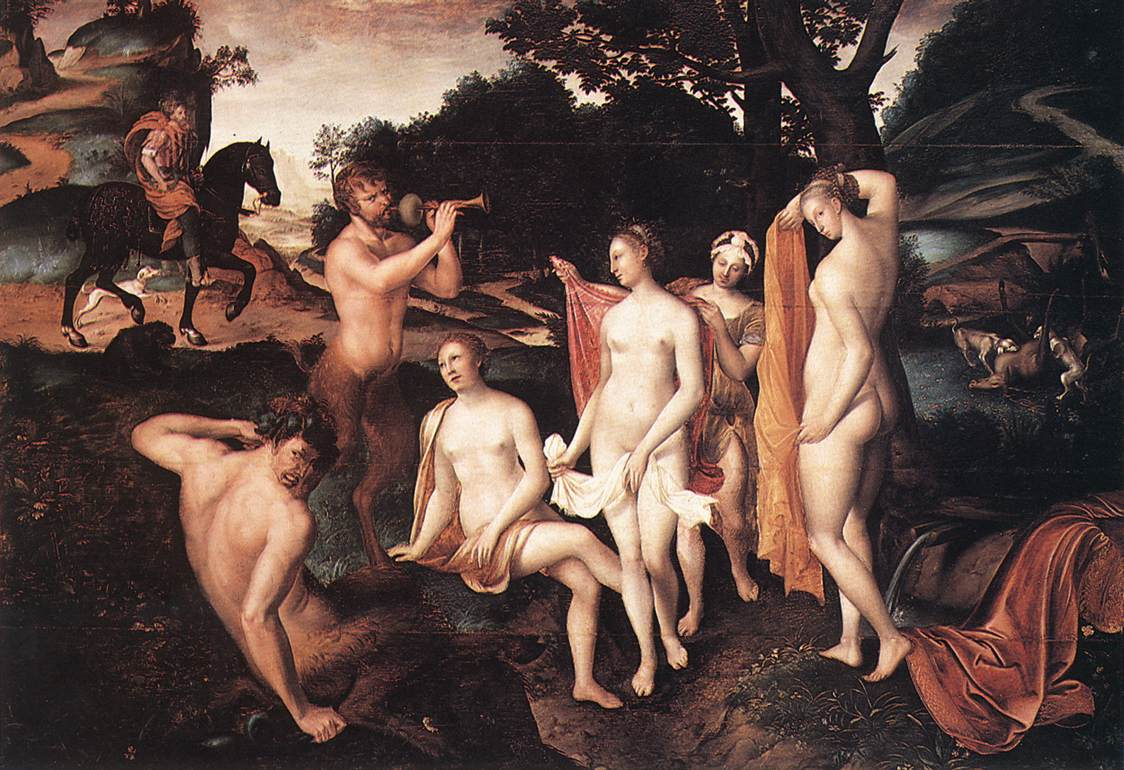
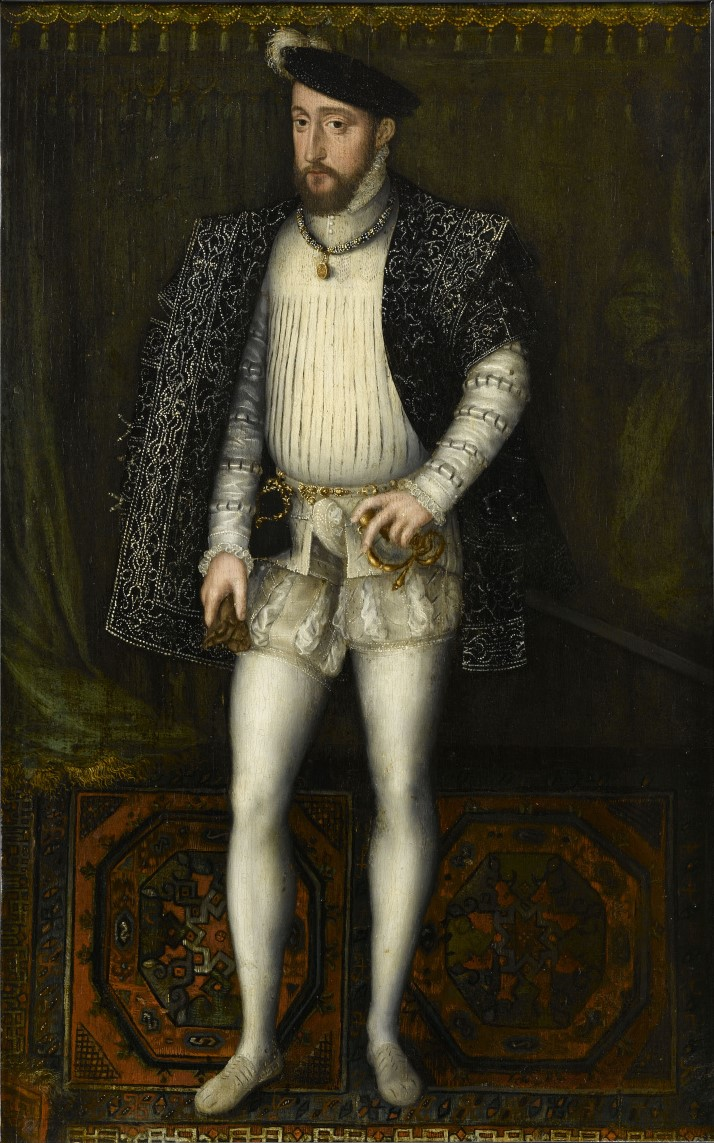
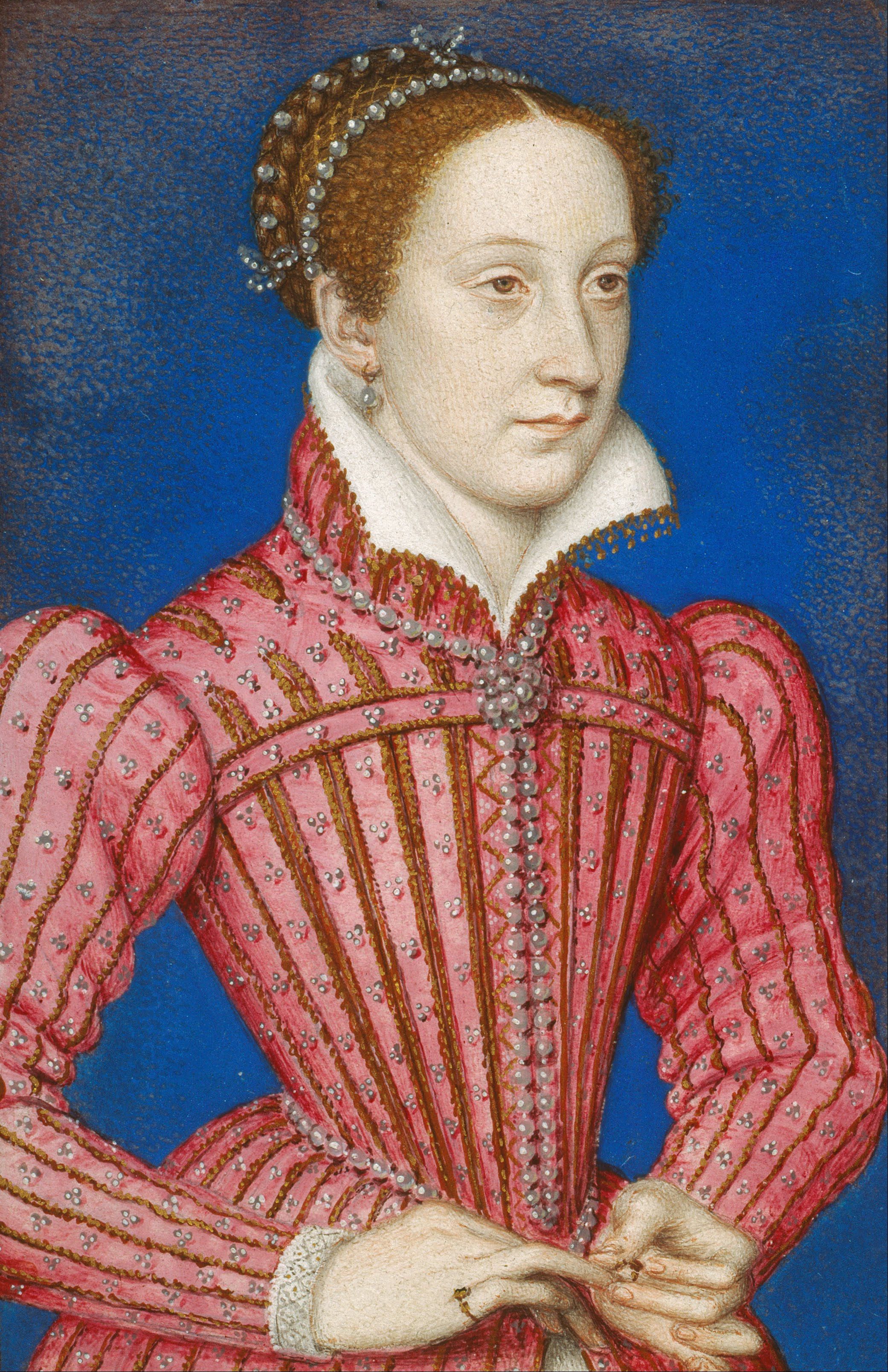
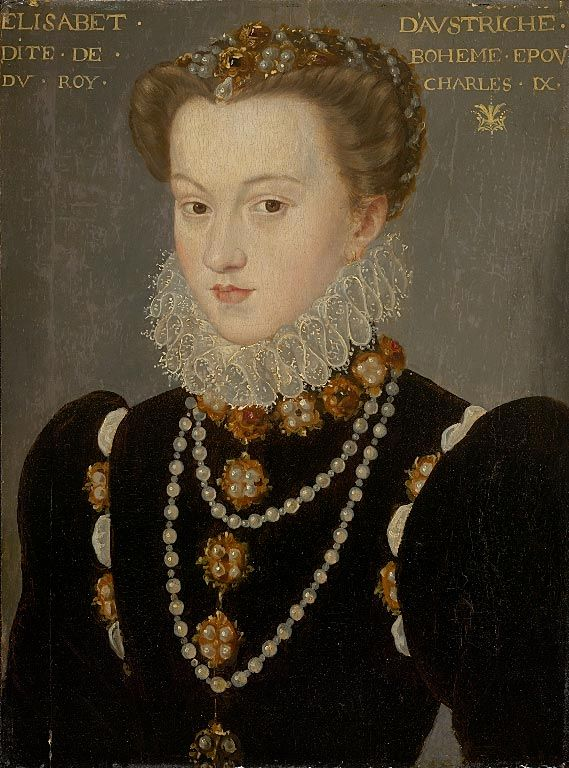
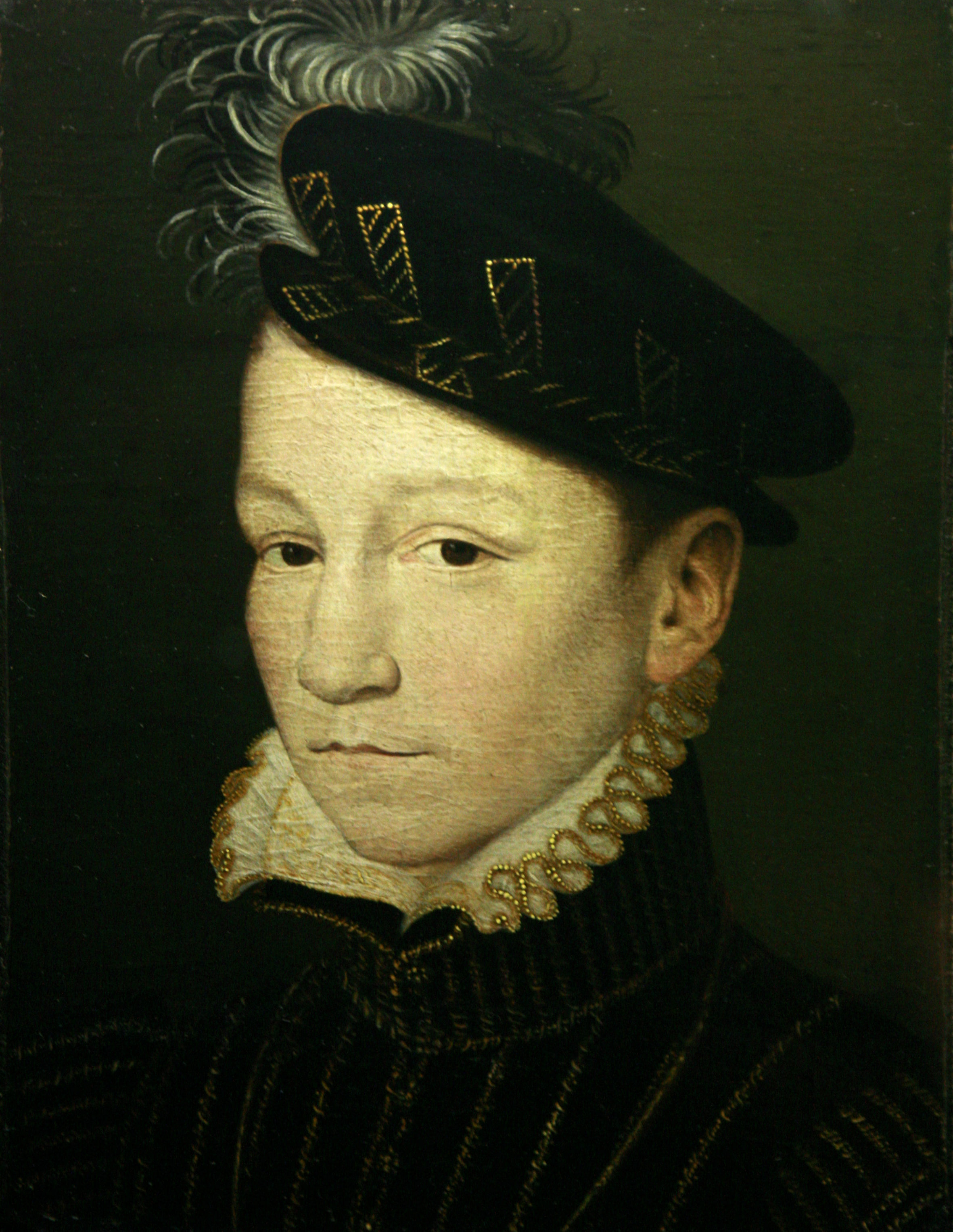
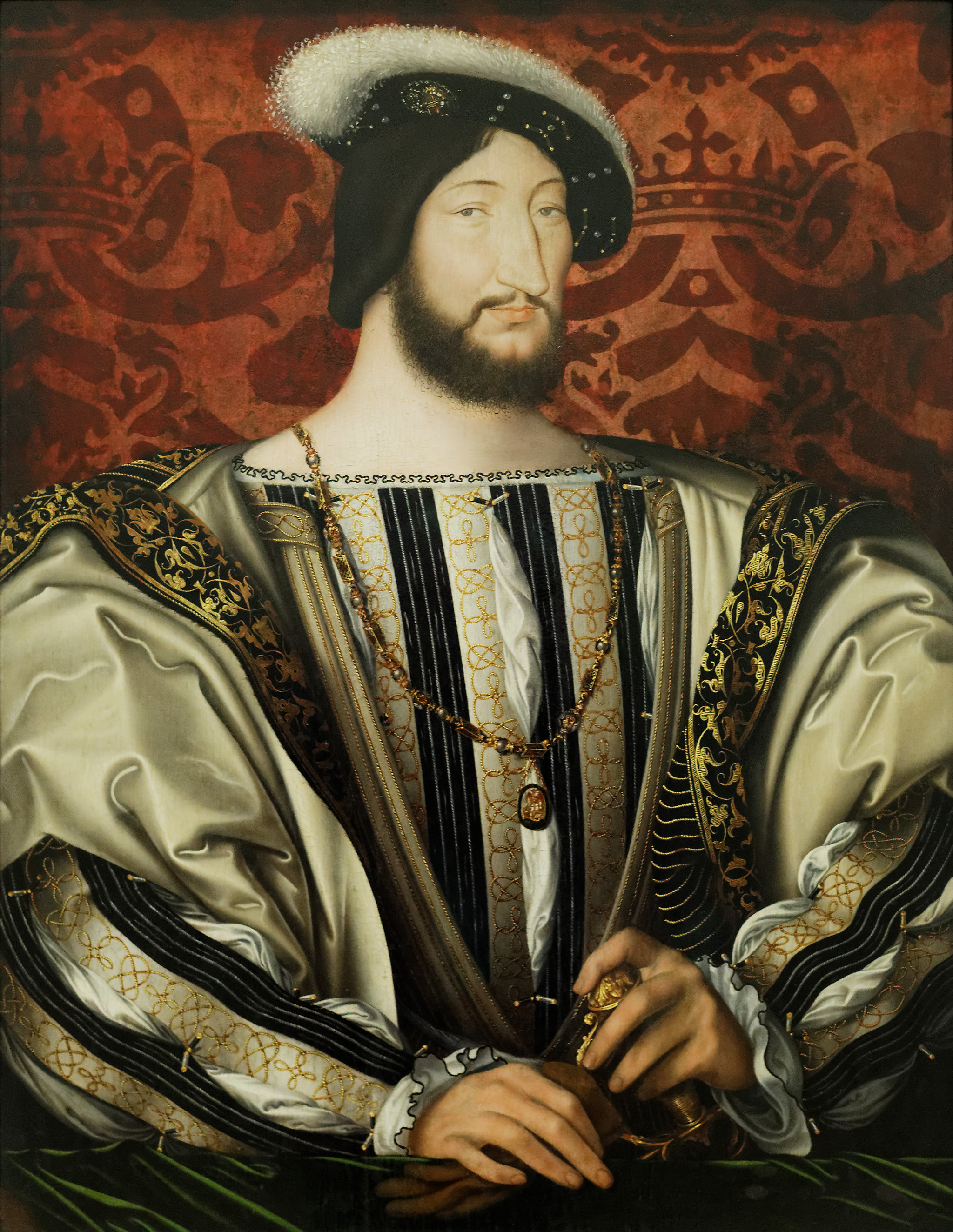
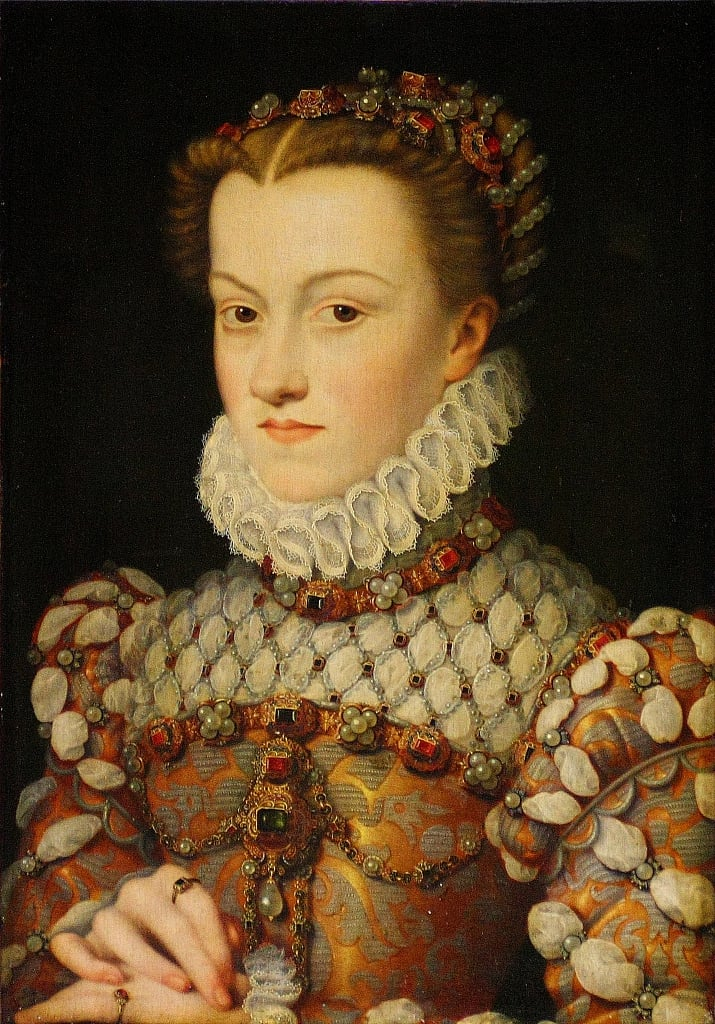
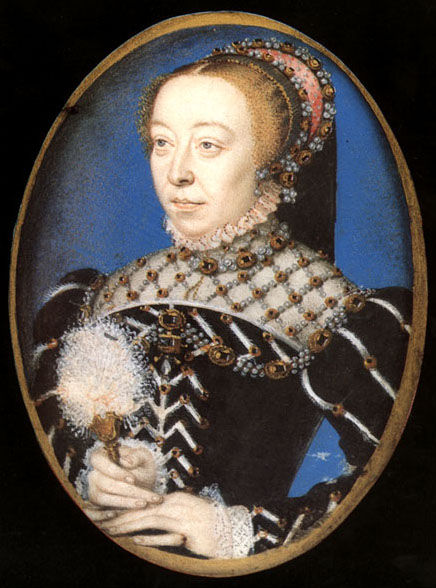
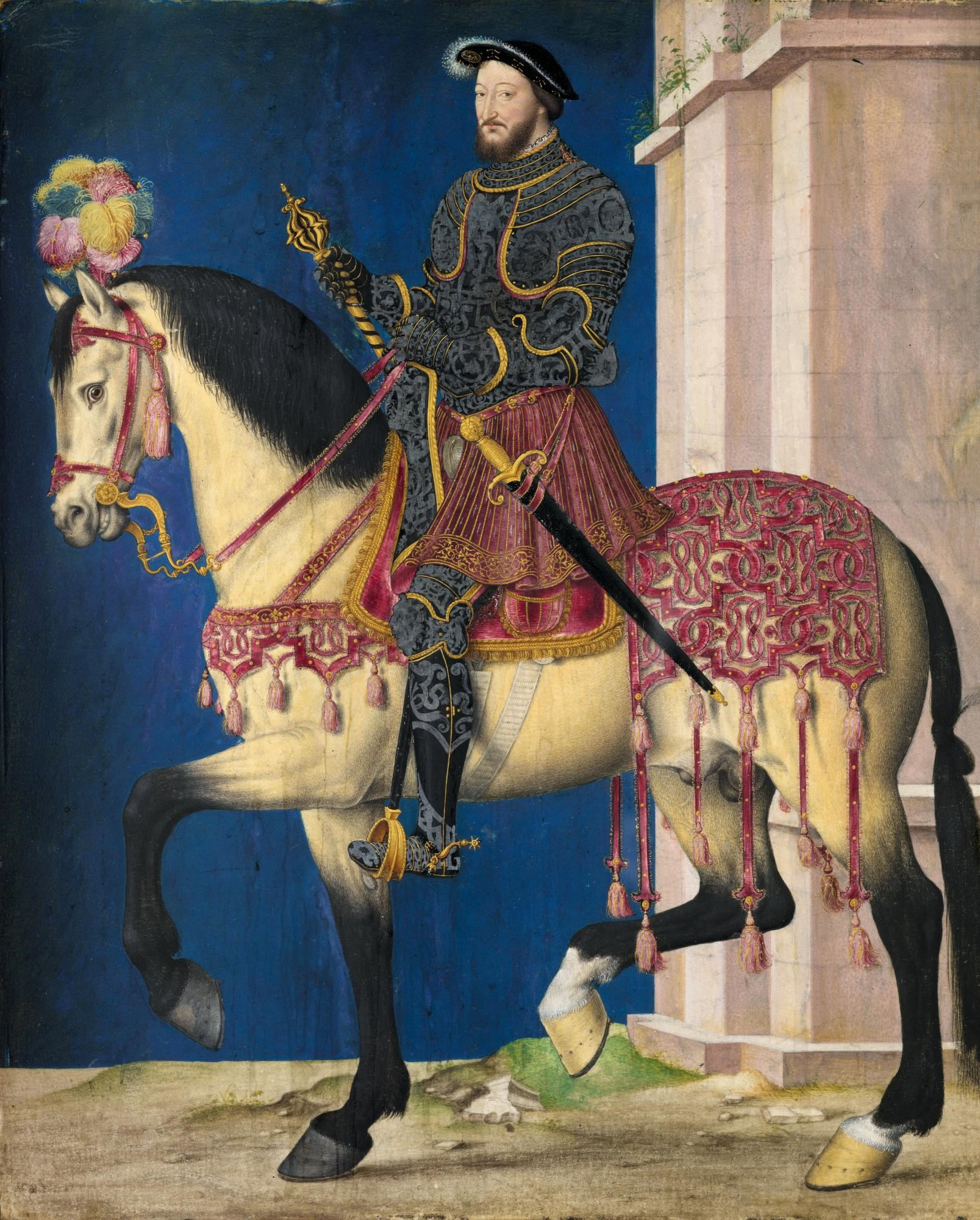

## Ver Também
- História da Pintura
- Pintura do Renascimento
- Pintura da França